# Karel Meduna
Karel Meduna (25. března 1897 Radlice – 17. října 1964) byl český fotbalista, záložník, československý reprezentant.

## Sportovní kariéra
Byl odchovanec Radlického AFK. Za československou reprezentaci odehrál v letech 1926–1929 šest utkání a vstřelil jeden gól (v přátelském zápase se Švédskem roku 1926). Byl člen takzvané "železné Sparty", tedy slavného mužstva pražské Sparty z první poloviny 20. let 20. století. Za Spartu hrál v letech 1917–1925 a stal se s ní českým mistrem – vítězem mistrovství Českého svazu fotbalového roku 1922 a středočeským mistrem (vítězem tzv. Středočeské 1. třídy, obvykle nazývané Středočeská liga) – i v roce 1923, kdy šlo o nejvyšší a nejprestižnější soutěž v zemi. Roku 1925 odešel do Viktorie Žižkov (odkud předtím do Sparty přišel) a získal s ní titul mistra Československa roku 1928. Ve stejné sezóně se stal rovněž nejlepším střelcem ligy, s 12 brankami. Své působení v lize zakončil roku 1933 v pražské Libni.